# 칠연의총
칠연의총(七淵義塚)은 대한민국 전북특별자치도 무주군 안성면에 있는 무덤이다. 1976년 4월 2일 전라북도의 기념물 제27호로 지정되었다.

## 개요
전라북도 무주군 안성면 공정리에 위치한 이 묘소는 일제와 싸우다 숨을 거둔 의병장 신명선과 그의 부하들이 묻힌 곳이다.
1907년 일본의 강압으로 정미7조약이 체결되어 우리의 군대가 해산당하게 되자 일본의 침략에 울분을 참지 못한 시위보병(侍衛步兵)을 중심으로 전국적인 항일항쟁이 벌어졌다. 시위대 출신 장교 신명선은 전라북도 무주의 덕유산을 거점으로 150여명의 의병을 모집하여 무주·진안·장수 등지에서 일본군과 싸우면서 많은 업적을 세웠다.
1908년 4월 계속된 접전으로 피로가 겹친 의병들이 덕유산의 칠연계곡에서 휴식을 취하고 있던 중 잠복하고 있던 일본군의 기습을 받아 전대원이 최후를 마치게 되었다.
부근 주민들이 의병들의 유해를 모아 묘소를 만들고 ‘칠연총(七淵塚)’이라 이름을 붙였다.

## 참고 자료
- 칠연의총 - 국가유산청 국가유산포털